# Kungsängsskolan, Uppsala

Kungsängsskolan var en skolbyggnad i Uppsala i kvarteret Högne mellan Kungsängsgatan, Dragarbrunnsgatan och Kålsängsgränd.

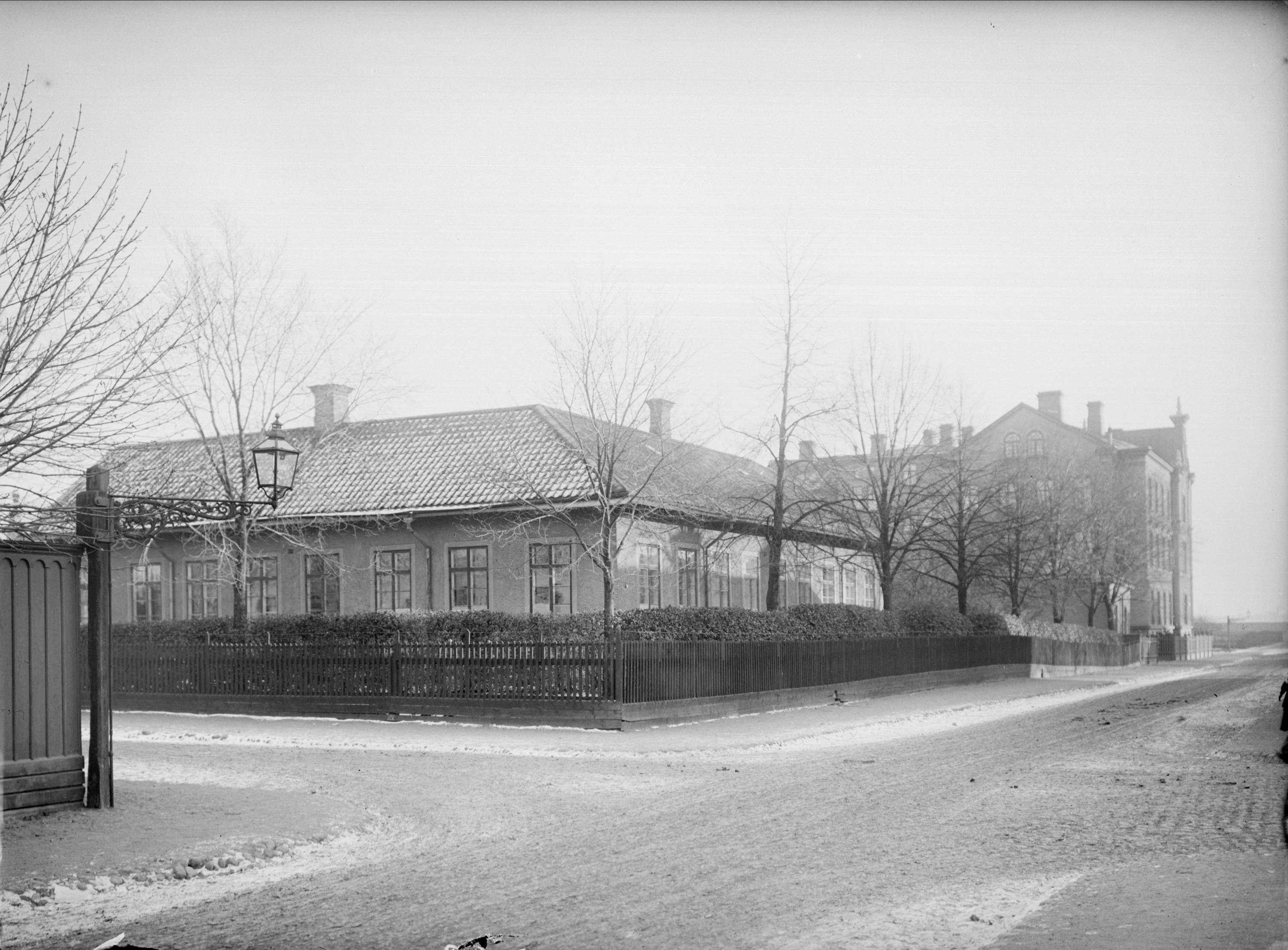
Kungsängsskolan år 1901

Under andra hälften av 1800-talet växte Uppsala snabbt och behovet av nya skolbyggnader ökade. Skolbyggnaden togs i bruk höstterminen 1874 och byggdes i trä med reveterad fasad. Den låg då vid stadsdiket, som lades igen kort efter skolans invigning. Skolan användes fram till vårterminen 1966, då skolan revs för att lämna plats för Samariterhemmets utbyggnad.